# Tarpune
Die Tarpune (Megalops) sind eine Gattung großer, urtümlicher Echter Knochenfische (Teleostei), die mit zwei Arten weltweit in allen warmen Ozeanen leben.

## Merkmale
Tarpune sind große, silbrige Fische, die 1,5 bis 2,5 Meter lang werden können. Ihr seitlich abgeflachter Körper ist von großen Schuppen bedeckt. Das Maul ist oberständig, der Unterkiefer steht vor. Zwischen den beiden Unterkieferästen liegt eine kleine Knochenplatte (Gulare). Der Kiemenraum wird bauchseitig durch 23 bis 27 Branchiostegalstrahlen geschützt. Die einzige Rückenflosse wird von 13 bis 21 Flossenstrahlen gestützt, von denen der letzte verlängert ist. Die Afterflosse besitzt 22 bis 29 Flossenstrahlen, die Bauchflossen 10 oder 11. Die Bauchflossen setzen sehr tief an. Tarpune besitzen einen Conus arteriosus. Eine Pseudobranchie fehlt. Die Poren der Seitenlinie verzweigen sich über die Schuppen des Seitenliniensystems. Tarpune sind die einzigen Elopomorpha, deren Schwimmblase bis zum Kopf reicht. Mit ihrer Hilfe können sie Luft aufnehmen und in sauerstoffarmem Wasser überleben. Die Larven der Tarpune sind transparente Leptocephaluslarven.

## Systematik
Zur Gattung der Tarpune gehören folgende zwei rezente Arten:

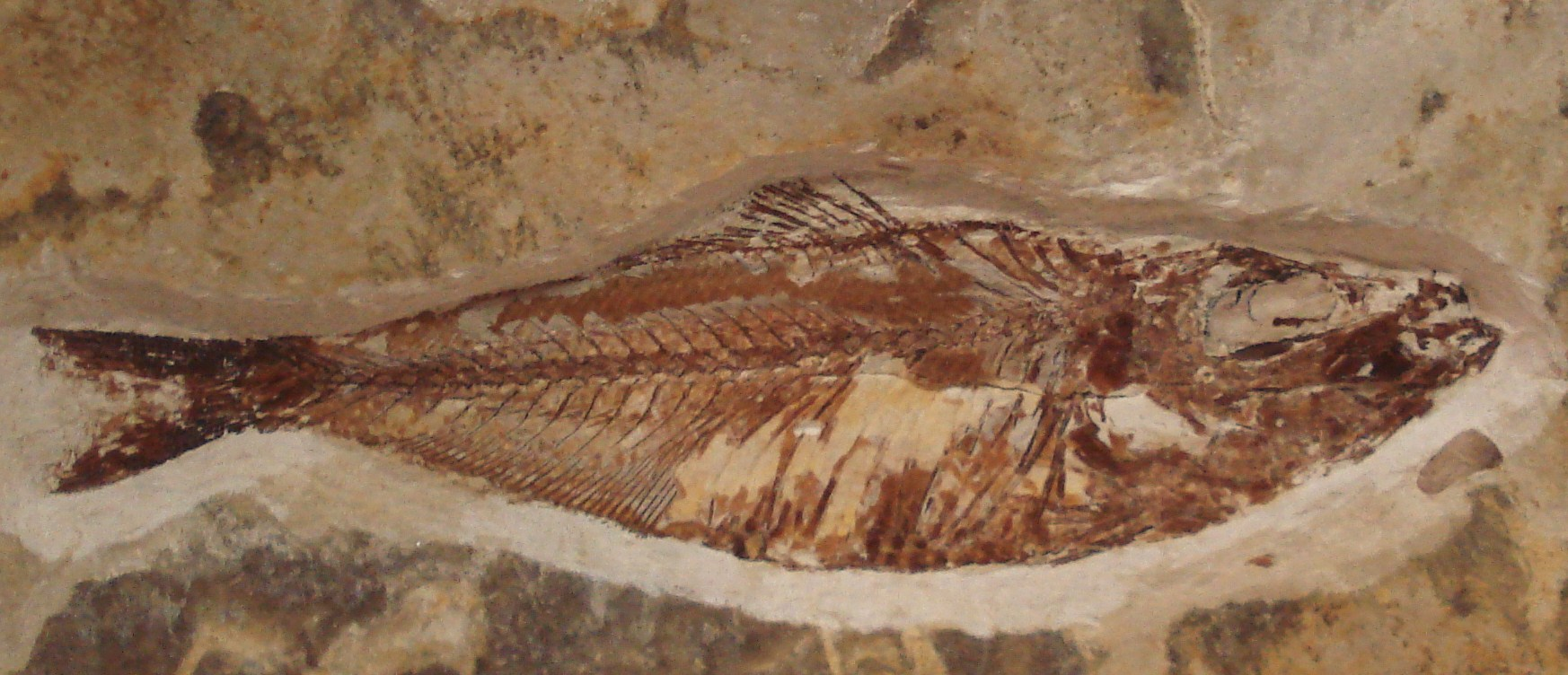
Sedenhorstia dayi

| Deutscher Name         | Wissenschaftlicher Name                 | Verbreitung                               | Gefährdungsstufe Rote Liste der IUCN          | Bild                                          |
| ---------------------- | --------------------------------------- | ----------------------------------------- | --------------------------------------------- | --------------------------------------------- |
| Atlantischer Tarpun    | Megalops atlanticus Lacepède, 1803      | Tropischer und subtropischer Atlantik.    | (Vulnerable – gefährdet)                      | Atlantischer Tarpun (Megalops atlanticus)     |
| Indopazifischer Tarpun | Megalops cyprinoides (Broussonet, 1782) | Tropischer und subtropischer Indopazifik. | (Data Deficient – ungenügende Datengrundlage) | Indopazifischer Tarpun (Megalops cyprinoides) |

## Fossilüberlieferung
Fossil sind Angehörige der Familie Megalopidae schon seit dem oberen Mesozoikum nachzuweisen. Zwei in Deutschland gefundene Gattungen sind Pachtrissops aus dem Oberjura von Solnhofen und Sendenhorstia aus der Oberkreide von Westfalen.